# Jim Broadbent
James Broadbent, detto Jim (Gainsborough, 24 maggio 1949), è un attore britannico.
Nel 2002 ha vinto il Premio Oscar come miglior attore non protagonista per l'interpretazione di John Bayley nel film Iris - Un amore vero.

## Biografia

### Origini
I suoi genitori, Dorothy Findlay e Roy Broadbent, erano entrambi artisti specializzati nella scultura; il padre era anche arredatore d'interni e fornitore di mobili.

### Carriera
Dopo aver recitato in molti film indipendenti durante gli anni ottanta, nel 1994 viene chiamato da Woody Allen per partecipare a Pallottole su Broadway, oltre a partecipare al film Tre vedove e un delitto.
Nel 2001 si afferma al grande pubblico grazie al musical Moulin Rouge, mentre nel 2002 vince il Premio Oscar come miglior attore non protagonista per la sua interpretazione dello scrittore John Bayley in Un amore vero.
Nel 2008 recita al fianco di Harrison Ford in Indiana Jones e il regno del teschio di cristallo, mentre nel 2009 viene scritturato da David Yates per il ruolo di Horace Lumacorno in Harry Potter e il principe mezzosangue; nel 2011 è riconfermato nel cast di Harry Potter e i Doni della Morte.
Nel 2012 partecipa a Cloud Atlas, celebre kolossal dei fratelli Andy Wachowski e Larry Wachowski, mentre nel 2013 affianca James McAvoy sul set di Filth.

## Filmografia

### Cinema
- I banditi del tempo (Time Bandits), regia di Terry Gilliam (1981)
- Vendetta (The Hit), regia di Stephen Frears (1984)
- Brazil, regia di Terry Gilliam (1985)
- The Good Father - Amore e rabbia (The Good Father), regia di Mike Newell (1985)
- Superman IV, regia di Sidney J. Furie (1987)
- Running Out of Luck, regia di Julien Temple (1987)
- Dolce è la vita (Life Is Sweet), regia di Mike Leigh (1990)
- Un incantevole aprile (Enchanted April), regia di Mike Newell (1992)
- La moglie del soldato (The Crying Game), regia di Neil Jordan (1992)
- Pallottole su Broadway (Bullets Over Broadway), regia di Woody Allen (1994)
- La principessa degli intrighi (Princess Caraboo), regia di Michael Austin (1994)
- Tre vedove e un delitto (Widows' Peak), regia di John Irvin (1994)
- Miss Magic (Rough Magic), regia di Clare Peploe (1995)
- Riccardo III (Richard III), regia di Richard Loncraine (1995)
- L'agente segreto (The Secret Agent), regia di Christopher Hampton (1996)
- Il senso di Smilla per la neve (Smilla's Sense of Snow), regia di Bille August (1997)
- I rubacchiotti (The Borrowers), regia di Peter Hewitt (1997)
- The Avengers - Agenti speciali (The Avengers), regia di Jeremiah S. Chechik (1998)
- Little Voice - È nata una stella (Little Voice), regia di Mark Herman (1998)
- Topsy-Turvy - Sotto-sopra (Topsy-Turvy), regia di Mike Leigh (1999)
- Il diario di Bridget Jones (Bridget Jones Diary), regia di Sharon Maguire (2001)
- Moulin Rouge!, regia di Baz Luhrmann (2001)
- Iris - Un amore vero (Iris), regia di Richard Eyre (2001)
- Gangs of New York, regia di Martin Scorsese (2002)
- Nicholas Nickleby, regia di Douglas McGrath (2002)
- Bright Young Things, regia di Stephen Fry (2003)
- Il giro del mondo in 80 giorni (Around the World in 80 Days), regia di Frank Coraci (2004)
- La fiera della vanità (Vanity Fair), regia di Mira Nair (2004)
- Il segreto di Vera Drake (Vera Drake), regia di Mike Leigh (2004)
- Che pasticcio, Bridget Jones! (Bridget Jones: The Edge of Reason), regia di Beeban Kidron (2004)
- Le cronache di Narnia - Il leone, la strega e l'armadio (The Chronicles of Narnia: The Lion, the Witch and the Wardrobe), regia di Andrew Adamson (2005)
- Art School Confidential - I segreti della scuola d'arte (Art School Confidential), regia di Terry Zwigoff (2006)
- And When Did You Last See Your Father?, regia di Anand Tucker (2007)
- Hot Fuzz, regia di Edgar Wright (2007)
- Indiana Jones e il regno del teschio di cristallo (Indiana Jones and the Kingdom of the Crystal Skull), regia di Steven Spielberg (2008)
- Inkheart - La leggenda di cuore d'inchiostro (Inkheart), regia di Iain Softley (2009)
- Harry Potter e il principe mezzosangue (Harry Potter and the Half Blood Prince), regia di David Yates (2009)
- Perrier's Bounty, regia di Ian Fitzgibbon (2009)
- Il maledetto United (The Damned United), regia di Tom Hooper (2009)
- The Young Victoria, regia di Jean-Marc Vallée (2009)
- Another Year, regia di Mike Leigh (2010)
- Harry Potter e i Doni della Morte - Parte 2 (Harry Potter and the Deathly Hallows - Part 2), regia di David Yates (2011)
- The Iron Lady, regia di Phyllida Lloyd (2011)
- Cloud Atlas, regia di Andy e Lana Wachowski (2012)
- Filth, regia di Jon S. Baird (2013)
- Closed Circuit, regia di John Crowley (2013)
- Le Week-End, regia di Roger Michell (2013)
- Paddington, regia di Paul King (2014)
- Big Game - Caccia al Presidente (Big Game), regia di Jalmari Helander (2014)
- S.O.S. Natale (Get Santa), regia di Christopher Smith (2014)
- Brooklyn, regia di John Crowley (2015)
- The Lady in the Van, regia di Nicholas Hytner (2015)
- Eddie the Eagle - Il coraggio della follia (Eddie the Eagle), regia di Dexter Fletcher (2016)
- The Legend of Tarzan, regia di David Yates (2016)
- Bridget Jones's Baby, regia di Sharon Maguire (2016)
- L'altra metà della storia (The Sense of an Ending), regia di Ritesh Batra (2017)
- Paddington 2, regia di Paul King (2017)
- King of Thieves, regia di James Marsh (2018)
- The Renegade (Black '47), regia di Lance Daly (2017)
- Dolittle, regia di Stephen Gaghan (2020)
- Il ritratto del duca (The Duke), regia di Roger Michell (2020)
- Sei minuti a mezzanotte (Six Minutes to Midnight), regia di Andy Goddard (2020)
- Un bambino chiamato Natale (A Boy Called Christmas), regia di Gil Kenan (2021)
- L'imprevedibile viaggio di Harold Fry (The Unlikely Pilgrimage of Harold Fry), regia di Hettie Macdonald (2023)
- Paddington in Perù (Paddington in Peru), regia di Paul King (2024)
- Bridget Jones - Un amore di ragazzo (Bridget Jones: Mad About the Boy), regia di Michael Morris (2025)
- Jay Kelly, regia di Noah Baumbach (2025)

### Televisione
- Guerra imminente (The Gathering Storm), regia di Richard Loncraine – film TV (2002)
- Il mio amico Einstein (Einstein and Eddington), regia di Philip Martin – film TV (2008)
- Any Human Heart, regia di Michael Samuel – miniserie TV (2010)
- London Spy, regia di Jakob Verbruggen – miniserie TV (2015)
- Guerra e pace (War & Peace), regia di Tom Harper – miniserie TV, 5 puntate (2016)
- Il Trono di Spade (Game of Thrones) – serie TV, 4 episodi (2017)
- King Lear, regia di Richard Eyre – film TV (2018)
- Narciso nero (Black Narcissus), regia di Charlotte Bruus Christensen – miniserie TV, puntate 01-03 (2020)
- Agatha Christie - Perché non l'hanno chiesto a Evans? (Why Didn't They Ask Evans?), regia di Hugh Laurie – miniserie TV, puntata 01 (2022)
- My Lady Jane – serie TV, episodi 1x01-1x03 (2024)

### Doppiaggio
- Valiant - Piccioni da combattimento (Valiant), regia di Gary Chapman (2005)
- Robots, regia di Chris Wedge (2005)
- Harry Potter e i Doni della Morte - Parte 1 (Harry Potter and the Deathly Hallows - Part 1), regia di David Yates (2010)
- Il figlio di Babbo Natale (Arthur Christmas), regia di Sarah Smith (2011)
- Postino Pat - Il film (Postman Pat: The Movie), regia di Mike Disa (2014)
- Ethel & Ernest, regia di Roger Mainwood (2016)
- Il Signore degli Anelli - Gli Anelli del Potere (The Lord of the Rings: The Rings of Power) – serie TV, episodio 2x04 (2024)

## Teatro
- Every Good Boy Deserves Favour di Tom Stoppard, regia di Trevor Nunn. Barbican Centre di Londra (1982)
- The Pillowman di Martin McDonagh, regia di John Crowley. National Theatre di Londra (2003)
- Canto di Natale, da Charles Dickens, regia di Phelim McDermott. Noël Coward Theatre di Londra (2015)
- A Very Very Very Dark Matter di Martin McDonagh, regia di Matthew Dunster. Bridge Theatre di Londra (2018)

## Riconoscimenti
- Premio Oscar
  - 2002 – Miglior attore non protagonista per Iris - Un amore vero
- Premi BAFTA
  - 2002 – Miglior attore non protagonista per Moulin Rouge!
- Chlotrudis Awards 
  - 2002 – Miglior attore non protagonista per Moulin Rouge!
- National Board of Review
  - 2001 – Miglior attore non protagonista per Moulin Rouge!
- Los Angeles Film Critics Association
  - 2001 – Miglior attore non protagonistaper Moulin Rouge!
- Satellite Award
  - 2001 – Miglior attore non protagonista in un film commedia o musicale per Moulin Rouge!
- 1999 - Festival di Venezia
  - Miglior interpretazione maschile per "Topsy - Turvy - Sotto - Sopra"

## Doppiatori italiani
Nelle versioni in italiano delle opere in cui ha recitato, Jim Broadbent è stato doppiato da: 
- Carlo Valli ne La moglie del soldato, Harry Potter e il principe mezzosangue, Another Year, Harry Potter e i Doni della Morte - Parte 2, The Iron Lady, Cloud Atlas, Le Week-End, Paddington, Big Game - Caccia al Presidente, S.O.S. Natale, The Lady in the Van, The Legend of Tarzan, L'altra metà della storia, Paddington 2, King Lear, Il ritratto del duca, Sei minuti a mezzanotte, Narciso nero, Un bambino chiamato Natale, L'imprevedibile viaggio di Harold Fry, Paddington in Perù
- Bruno Alessandro in Pancho Villa - La leggenda, Pallottole su Broadway, La fiera della vanità, Il mio amico Einstein, Eddie the Eagle - Il coraggio della follia
- Eugenio Marinelli ne Il diario di Bridget Jones, Che pasticcio, Bridget Jones!, Bridget Jones's Baby, Bridget Jones - Un amore di ragazzo
- Michele Gammino ne I banditi del tempo, The Good Father - Amore e rabbia, Art School Confidential - I segreti della scuola d'arte
- Luciano De Ambrosis in Moulin Rouge!, Gangs of New York, Il Trono di Spade
- Oreste Rizzini in Vendetta, La principessa degli intrighi
- Mino Caprio ne I rubacchiotti, King of Thieves
- Sergio Tedesco in Nicholas Nickleby, The Young Victoria
- Carlo Reali in Guerra imminente, Closed Circuit
- Stefano De Sando in Topsy-Turvy - Sotto-Sopra, The Renegade
- Ugo Maria Morosi ne Il giro del mondo in 80 giorni, Indiana Jones e il regno del teschio di cristallo
- Renato Cortesi in Brazil
- Norman Mozzato in Superman IV
- Michele Kalamera in Dolce è la vita
- Willy Moser in Un incantevole aprile
- Mario Cordova in Tre vedove e un delitto
- Wladimiro Grana in Miss Magic
- Elio Pandolfi in Riccardo III
- Paolo Lombardi in L'agente segreto
- Guido Cerniglia ne Il senso di Smilla per la neve
- Ettore Conti in The Avengers - Agenti speciali
- Giorgio Lopez in Little Voice - È nata una stella
- Cesare Barbetti in Iris - Un amore vero
- Angelo Nicotra in Bright Young Things
- Alessandro Rossi ne Il segreto di Vera Drake
- Ugo Pagliai in Le cronache di Narnia - Il leone, la strega e l'armadio
- Sergio Di Giulio in Hot Fuzz
- Dario Penne in Inkheart - La leggenda di cuore d'inchiostro
- Francesco Pannofino in Perrier's Bounty
- Saverio Moriones ne Il maledetto United
- Rodolfo Bianchi in Any Human Heart
- Luca Biagini in Filth
- Paolo Buglioni in Brooklyn
- Gianni Giuliano in Guerra e pace
- Franco Zucca in Dolittle
- Oliviero Dinelli in Agatha Christie - Perché non l'hanno chiesto a Evans?
- Massimo Giuliani in My Lady Jane

Da doppiatore è sostituito da:
- Carlo Valli in Harry Potter e i Doni della Morte - Parte 1, Postino Pat - Il film, Il Signore degli Anelli - Gli Anelli del Potere
- Franco Mannella in La giostra magica
- Vittorio Di Prima in Valiant - Piccioni da combattimento
- Corrado Conforti in Bosco di rovo
- Riccardo Rovatti ne Il parco di Giacomo
- Pietro Ubaldi ne Il barbiere del Re
- Francesco Vairano in Robots
- Michele Gammino ne Il figlio di Babbo Natale
- Claudio Sorrentino in Ethel & Ernest